# Giovanni IV di Baviera
Giovanni IV di Wittelsbach (Monaco di Baviera, 4 ottobre 1437 – Monaco di Baviera, 18 novembre 1463) fu duca di Baviera-Monaco dal 1460 fino alla sua morte.

## Biografia
Figlio di Alberto III di Baviera, resse il governo come Duca di Baviera dal 1460 sin quando non morì di peste bubbonica nel 1463. Gli successero i fratelli Sigismondo (già coreggente dal 1460) e Alberto IV.
Giovanni IV è sepolto nella Chiesa di Nostra Signora di Monaco.

## Ascendenza
|                                     |                                    |                                    | Genitori                            |  |  | Nonni |  |  | Bisnonni               |  |  | Trisnonni             |  |
|                                     |                                    |                                    |                                     |  |  |       |  |  | Giovanni II di Baviera |  |  | Stefano II di Baviera |  |
|                                     |                                    |                                    |                                     |  |  |       |  |  | Giovanni II di Baviera |  |  | Stefano II di Baviera |  |
|                                     |                                    | Isabella d'Aragona                 |                                     |  |  |       |  |  | Giovanni II di Baviera |  |  |                       |  |
| Ernesto di Baviera-Monaco           |                                    |                                    |                                     |  |  |       |  |  | Giovanni II di Baviera |  |  |                       |  |
|                                     |                                    | Caterina di Gorizia                | Mainardo VI di Gorizia              |  |  |       |  |  |                        |  |  |                       |  |
|                                     |                                    | Caterina di Gorizia                | Mainardo VI di Gorizia              |  |  |       |  |  |                        |  |  |                       |  |
|                                     |                                    | Caterina di Gorizia                | Caterina di Pfannenberg             |  |  |       |  |  |                        |  |  |                       |  |
| Alberto III di Baviera              |                                    | Caterina di Gorizia                |                                     |  |  |       |  |  |                        |  |  |                       |  |
|                                     |                                    | Bernabò Visconti                   | Stefano Visconti                    |  |  |       |  |  |                        |  |  |                       |  |
|                                     |                                    | Bernabò Visconti                   | Stefano Visconti                    |  |  |       |  |  |                        |  |  |                       |  |
|                                     |                                    | Bernabò Visconti                   | Valentina Doria                     |  |  |       |  |  |                        |  |  |                       |  |
| Elisabetta Visconti                 |                                    | Bernabò Visconti                   |                                     |  |  |       |  |  |                        |  |  |                       |  |
|                                     |                                    | Beatrice Regina della Scala        | Mastino II della Scala              |  |  |       |  |  |                        |  |  |                       |  |
|                                     |                                    | Beatrice Regina della Scala        | Mastino II della Scala              |  |  |       |  |  |                        |  |  |                       |  |
|                                     |                                    | Beatrice Regina della Scala        | Taddea da Carrara                   |  |  |       |  |  |                        |  |  |                       |  |
| Giovanni IV di Baviera              |                                    | Beatrice Regina della Scala        |                                     |  |  |       |  |  |                        |  |  |                       |  |
|                                     | Alberto I di Brunswick-Grubenhagen | Ernesto I di Brunswick-Grubenhagen |                                     |  |  |       |  |  |                        |  |  |                       |  |
|                                     | Alberto I di Brunswick-Grubenhagen | Ernesto I di Brunswick-Grubenhagen |                                     |  |  |       |  |  |                        |  |  |                       |  |
|                                     | Alberto I di Brunswick-Grubenhagen | Adelaide di Everstein-Polle        |                                     |  |  |       |  |  |                        |  |  |                       |  |
| Erich I di Braunschweig-Grubenhagen | Alberto I di Brunswick-Grubenhagen |                                    |                                     |  |  |       |  |  |                        |  |  |                       |  |
|                                     |                                    | Agnese I di Brunswick-Lüneburg     | Magnus II di Brunswick-Wolfenbüttel |  |  |       |  |  |                        |  |  |                       |  |
|                                     |                                    | Agnese I di Brunswick-Lüneburg     | Magnus II di Brunswick-Wolfenbüttel |  |  |       |  |  |                        |  |  |                       |  |
|                                     |                                    | Agnese I di Brunswick-Lüneburg     | Caterina di Anhalt-Bernburg         |  |  |       |  |  |                        |  |  |                       |  |
| Anna di Braunschweig-Grubenhagen    |                                    | Agnese I di Brunswick-Lüneburg     |                                     |  |  |       |  |  |                        |  |  |                       |  |
|                                     |                                    | Ottone I di Brunswick-Göttingen    | Ernesto I di Brunswick-Göttingen    |  |  |       |  |  |                        |  |  |                       |  |
|                                     |                                    | Ottone I di Brunswick-Göttingen    | Ernesto I di Brunswick-Göttingen    |  |  |       |  |  |                        |  |  |                       |  |
|                                     |                                    | Ottone I di Brunswick-Göttingen    | Elisabetta d'Assia                  |  |  |       |  |  |                        |  |  |                       |  |
| Elisabetta di Brunswick-Göttingen   |                                    | Ottone I di Brunswick-Göttingen    |                                     |  |  |       |  |  |                        |  |  |                       |  |
|                                     |                                    | Margherita di Berg                 | Guglielmo II di Berg                |  |  |       |  |  |                        |  |  |                       |  |
|                                     |                                    | Margherita di Berg                 | Guglielmo II di Berg                |  |  |       |  |  |                        |  |  |                       |  |
|                                     |                                    | Margherita di Berg                 | Anna del Palatinato                 |  |  |       |  |  |                        |  |  |                       |  |
|                                     |                                    | Margherita di Berg                 |                                     |  |  |       |  |  |                        |  |  |                       |  |

| Controllo di autorità | VIAF (EN) 18437802 · CERL cnp01142588 · GND (DE) 134290100 |